# Gäddtjärnen (Överkalix socken, Norrbotten)
Gäddtjärnen är en sjö i Överkalix kommun i Norrbotten och ingår i Töreälvens huvudavrinningsområde.